# Beiyinhe (köpinghuvudort i Kina, Heilongjiang Sheng, lat 45,17, long 127,00)
Beiyinhe (kinesiska: 北荫河, 背荫河镇) är en köpinghuvudort i Kina. Den ligger i provinsen Heilongjiang, i den nordöstra delen av landet, omkring 71 kilometer sydost om provinshuvudstaden Harbin. Antalet invånare är 21 352. Befolkningen består av 10 415 kvinnor och 10 937 män. Barn under 15 år utgör 13,0 %, vuxna 15-64 år 77 %, och äldre över 65 år 8,0 %.
Runt Beiyinhe är det ganska tätbefolkat, med 111 invånare per kvadratkilometer. Närmaste större samhälle är Qingshan, 11,7 km sydväst om Beiyinhe. Trakten runt Beiyinhe består till största delen av jordbruksmark.
Genomsnittlig årsnederbörd är 855 millimeter. Den regnigaste månaden är juli, med i genomsnitt 188 mm nederbörd, och den torraste är januari, med 7 mm nederbörd.